# Asteroid City
Asteroid City  er Wes Andersons nye komedie fra foråret 2023. 'Asteroid City' foregår i 1955, i den fiktive ørkenby Asteroid City, hvor en stor gruppe elever samt deres forældre til et stort Junior Stargazer/Space Cadet-stævne.
Formålet med stævnet er at at knytte fællesskaber på tværs af USA og samtidige deltage i diverse videnskabelige konkurrencer og aktiviteter. Stævnet bliver dog på mystisk vis afbrudt af "uspecificerede begivenheder", som vil have konsekvenser for både deltagerne i stævnet, men også resten af verden.
Filmens instruktør Wes Anderson, der har stået bag film som bl.a. 'The Royal Tenenbaums' og 'Moonrise Kingdom', har en filmisk stil, der går igen i 'Asteroid City. Filmen samler et stort stjernespækket cast, hvor man bl.a. kan opleve Jason Schwartzman, Tom Hanks, Margot Robbie, Scarlett Johansson, Bryan Cranston, Tilda Swinton og mange flere.